# Paralephana lakasy
Paralephana lakasy là một loài bướm đêm trong họ Noctuidae.